# 羅大佑作品選
《羅大佑作品選》，是1982年寶麗金唱片所發行的羅大佑創作專輯，並且只有在東南亞和香港發行，沒有在臺灣和其他地方發行。

## 專輯介紹
在1982年，由果實音樂(GOSH)出品、寶麗金唱片發行的《羅大佑作品選》正式在東南亞及香港問世，並且此專輯只限量發行了上千張而已。另外這張專輯的某些歌曲版本，跟羅大佑的《之乎者也》專輯所收錄的版本有些不一樣，其中此專輯所收錄的《之乎者也》版本，是歌曲審查版本的；可是在同一年發行的《之乎者也》專輯當中，所收錄的《之乎者也》版本，反而是描述學生被打、剪頭髮的版本。以及《戀曲》的歌詞在歌詞簿被寫錯，而且寫錯的版本是《戀曲1980》的歌詞。其中這張專輯的《痴痴的等》，早就在1981年滾石唱片發行的方正和許不了合輯《滾石歡樂英雄系列第二輯 方正、許不了：歡樂大兵專輯》中發表。還有在《未來的主人翁》發行專輯之前，羅大佑把《盲聾》提早收錄在《羅大佑作品選》中，不過跟在1983年在臺灣所發行的《未來的主人翁》專輯所收錄的版本，是有改變原本的歌詞。在這張專輯的《戀曲》、《催眠曲》，其實就是《戀曲1980》、《搖籃曲》的另一種版本。其中《羅大佑作品選》的專輯封底，跟後來在1991年於中國大陸所發行的《戀曲》、《之乎者也》的海外版的專輯封底，都是一模一樣。最後，《羅大佑作品選》，已經沒有重新出版。由於這張專輯的名稱，讓許多收藏者以為這張是羅大佑的精選輯，所以造成很少消費者去購買這張專輯。

## 專輯曲目
- A面

1. 童年
2. 戀曲
3. 錯誤
4. 痴痴的等
5. 之乎者也
6. 鹿港小鎮

- B面

1. 鄉愁四韻
2. 光陰的故事
3. 將進酒
4. 盲聾
5. 催眠曲
6. 蒲公英